# Antonio Gionima

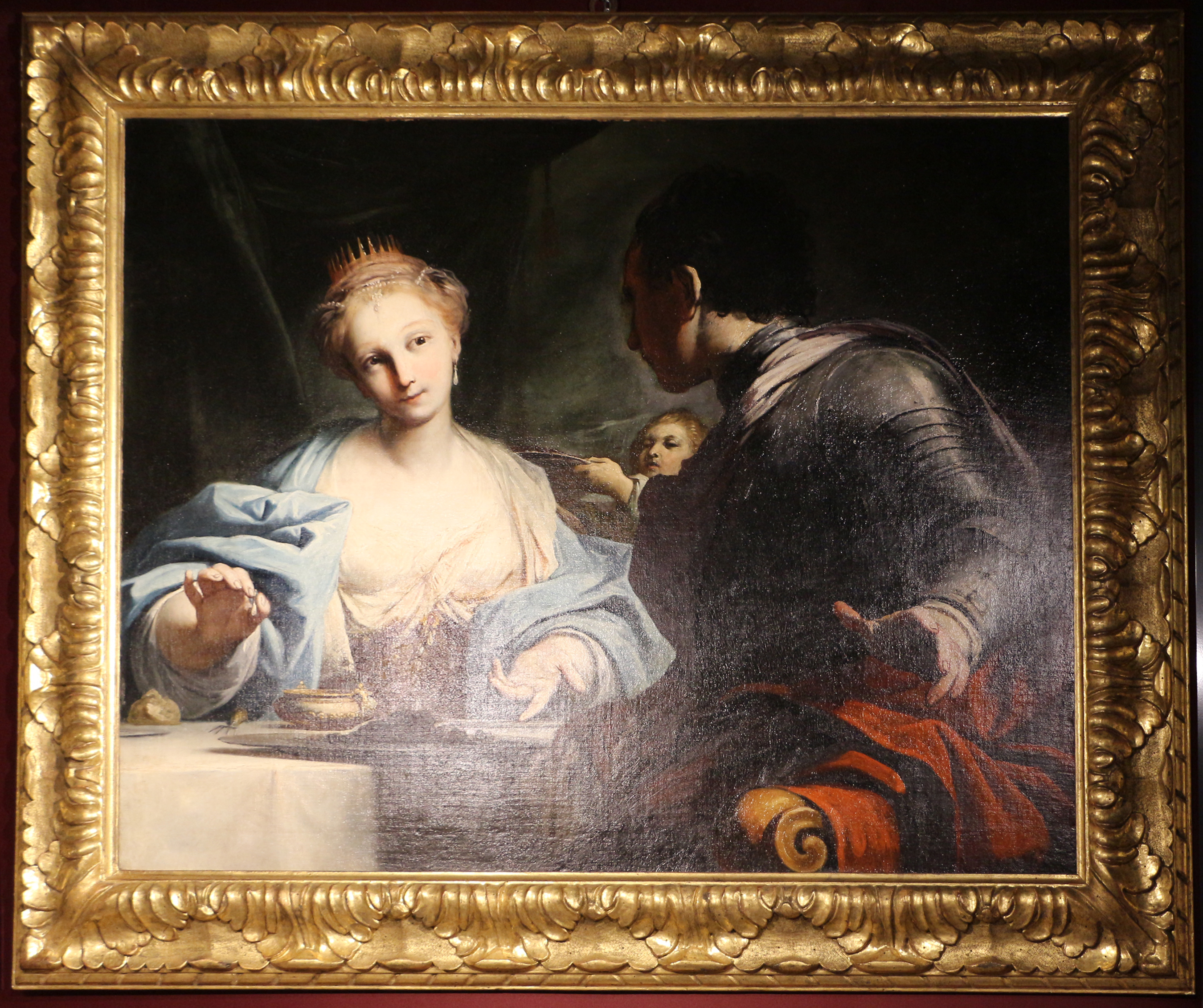
Antoine et Cléopâtre, 1720-1730, Brescia, collection privée

Antonio Gionima (Né à Venise le 4 mars 1697 et mort à Bologne le 17 juin 1732) est  un peintre italien de la fin de la période  Baroque .

## Biographie
Né à Venise d'une famille originaire de Padoue, où son père Simone Gionima , un élève de Cesare Gennari et son grand-père sont aussi des artistes. Il s'est d'abord formé auprès de son père, puis auprès d' Aureliano Milani et enfin  par Giuseppe Maria Crespi. Il déménage à Bologne où décède de la tuberculose à l'âge de trente-cinq ans, laissant des réalisations prisées. Son tableau de Saint-Florian et l'accompagnement des martyrs a été gravé par Girolamo Mattioli et une grande toile représentant l' Histoire de Haman a été peint pour la famille Ranuzzi.